# STS-111

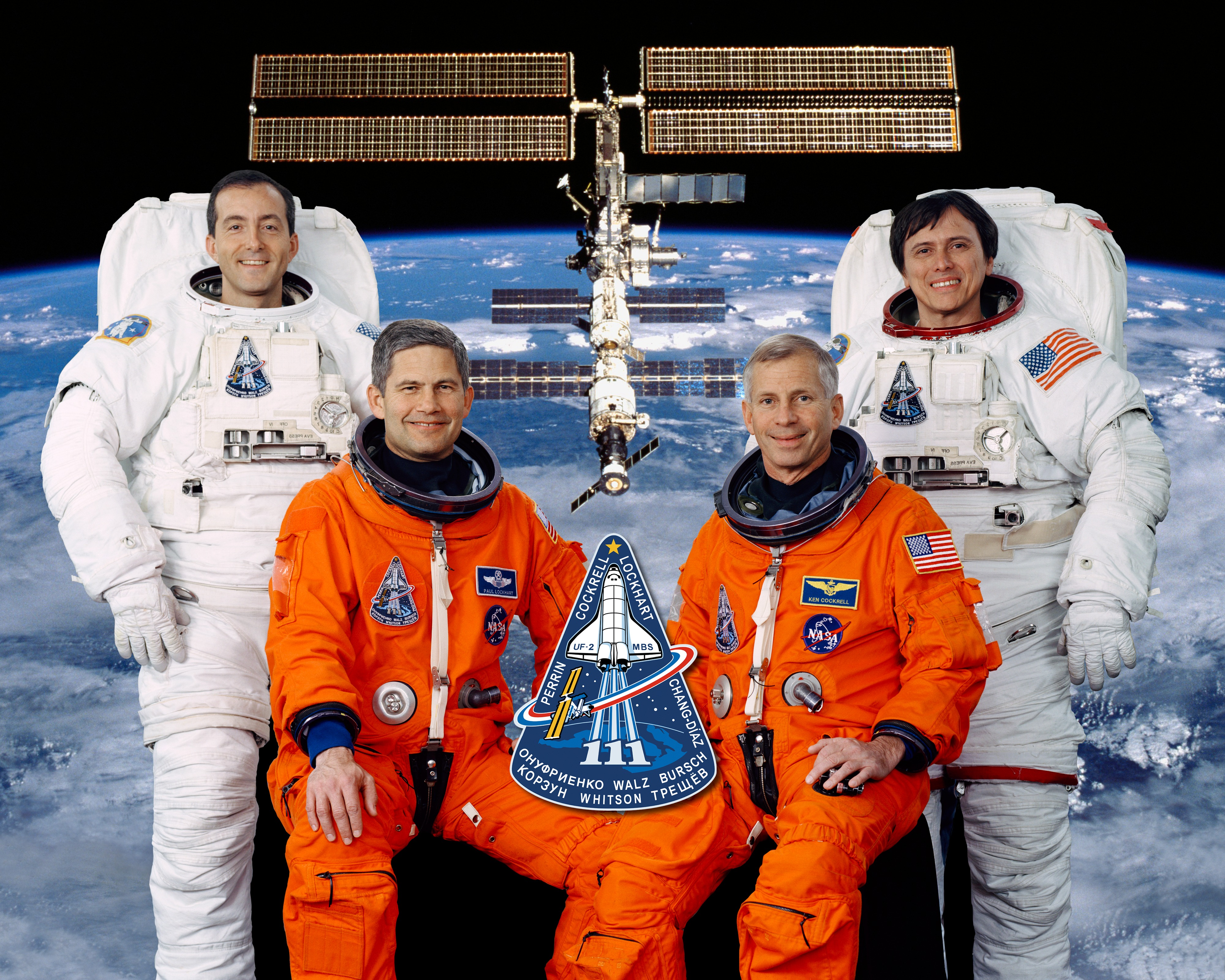
Екіпаж STS-111: (зліва-направо): Перрен, Локхарт, Кокрелл, Чанг-Діаз

STS-111 — космічний політ MTKK «Індевор» за програмою «Космічний човник» (110-й політ програми) метою якого було продовження збірки Міжнародної космічної станції, політ UF2. Індевор стартував 5 червня 2002 з Космічного центру Кеннеді в штаті Флорида. Основним завданням була доставка на Міжнародну космічну станцію (МКС) 5-ї основної експедиції, багатоцільового модуля постачання (MPLM) — «Леонардо» мобільної системи обслуговування MBS, наукової апаратури і вантажів.

## Екіпаж
- (НАСА) Кеннет Кокрелл (англ. Kenneth D. Cockrell) (5)[3] — командир;
- (НАСА) Пол Локхарт (1) — пілот;
- (CNES) Філіп Перрен (1) — фахівець польоту−1;
- (НАСА): Франклін Чанг-Діаз  (англ. Franklin Ramón Chang-Díaz) (7) — фахівець польоту−2 бортінженер.

### До МКС

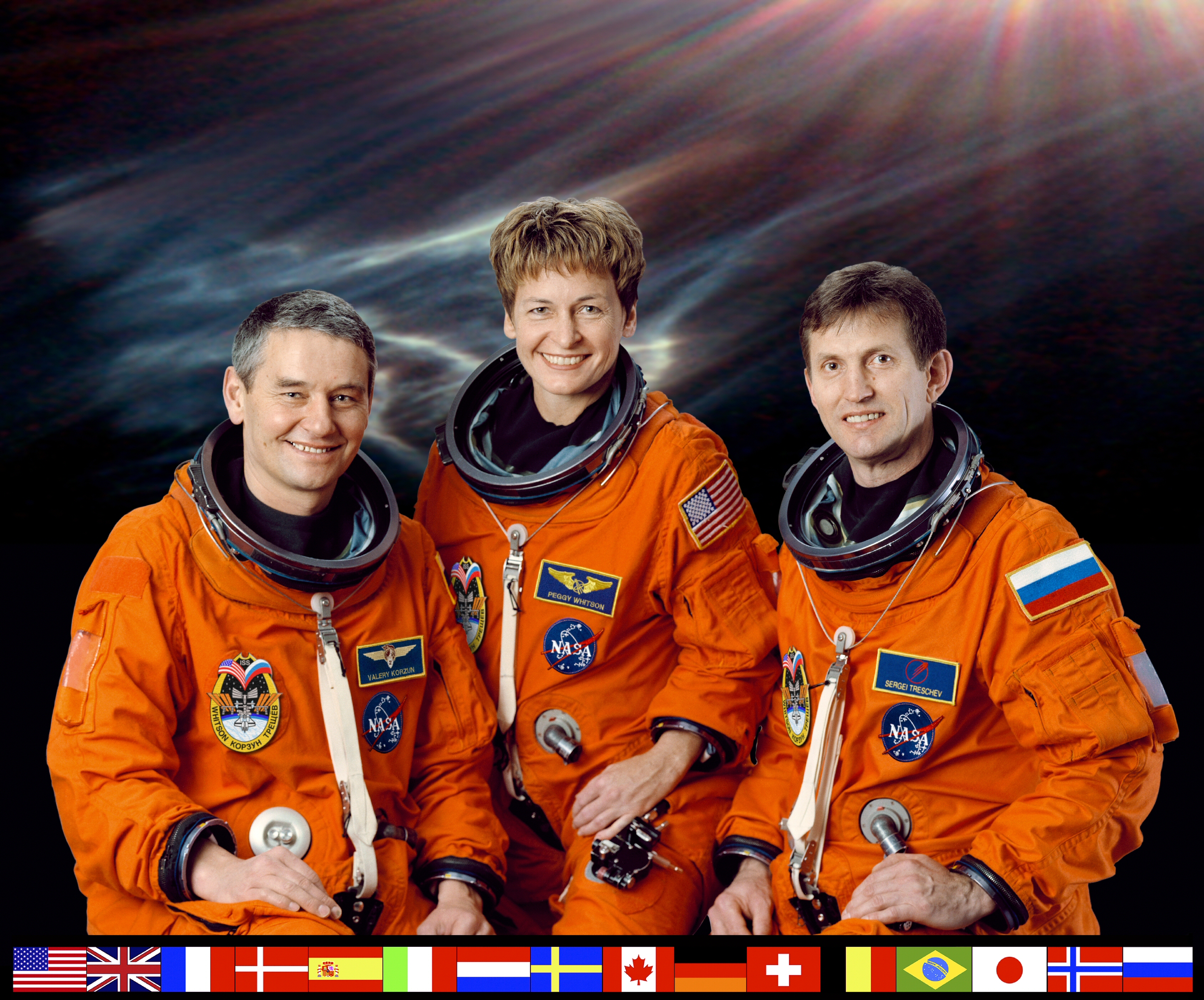
5-ї довготривалої експедиції екіпаж до МКС

На етапі польоту до МКС в екіпажі STS-111, як фахівці польоту, перебували учасники 5-й довготривалої експедиції:
- (НАСА)Пеггі Вітсон (1) — фахівець польоту−3;
- (Роскосмос) Валерій Корзун (2) — фахівець польоту−4;
- (Роскосмос) Сергій Трещов (1) — фахівець польоту−5.

### Повернення

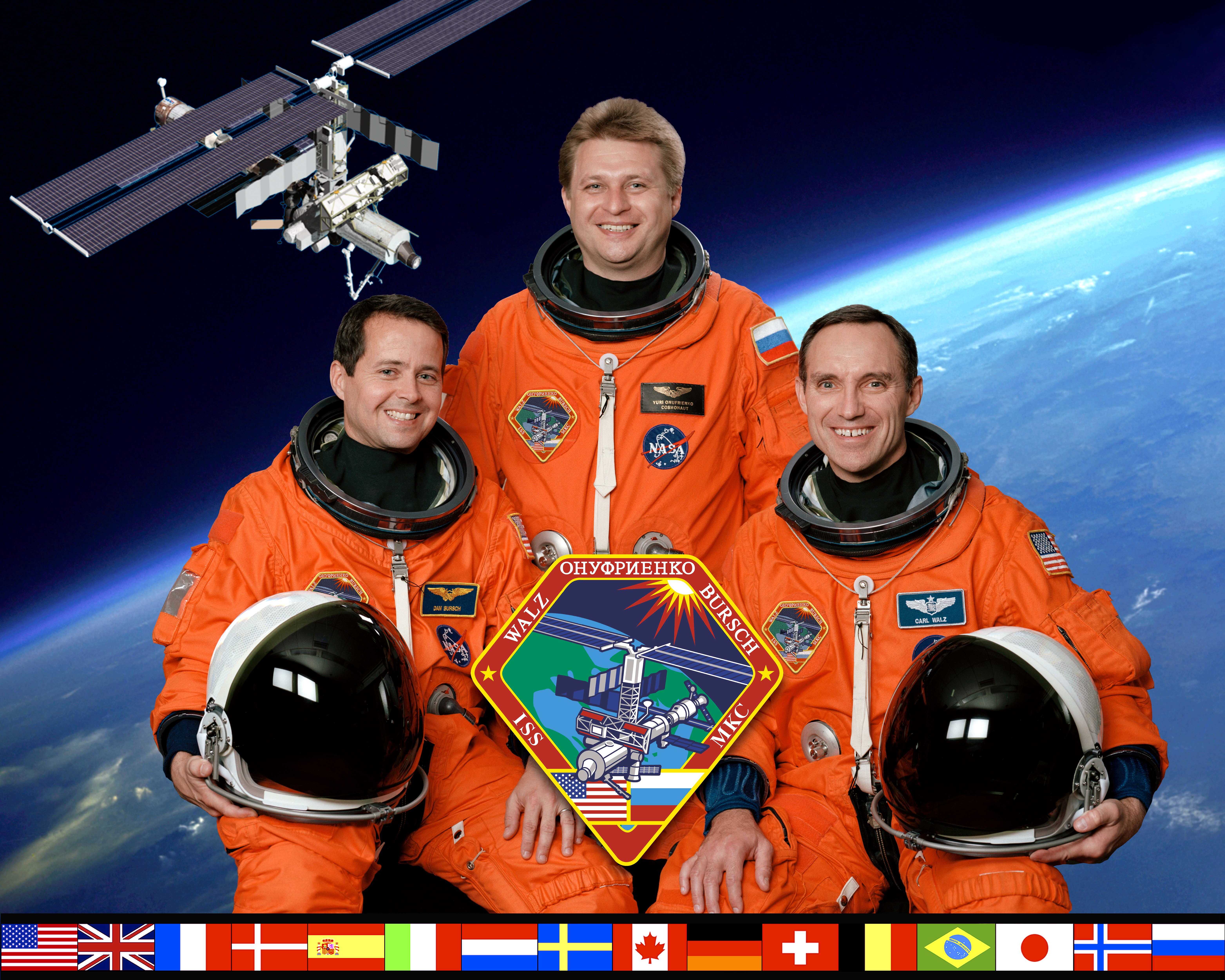
4-ї довготривалої експедиції екіпаж від МКС

На етапі повернення у складі екіпажу «STS-111», як фахівці польоту, перебували учасники 4-ї довготривалої експедиції:
- (НАСА) Карл Волз (4) — фахівець польоту−3;
- (НАСА) Деніел Бурш (5) — фахівець польоту−4;
- (Роскосмос) Юрій Онуфрієнко (2) — фахівець польоту−5.

## Параметри польоту
- Маса апарата

При старті — 116 521 кг;
При посадці — 99 383 кг;
- Вантажопідйомність — 12058 кг;
- Нахил орбіти — 51,6 °;
- Період обертання — 91,9 хв;
- Перигей — 349 км;
- Апогей — 387 км.

## Виходи в космос
Всі виходи у відкритий космос і позакорабельну діяльність виконали космонавти Філіп Перрен і Франклін Чанг-Діазом.
- 9 червня З 15:27 до 22:41 (UTC), тривалість 7 годин 14 хвилин — установка вузла PDGF, винос протиметеоритних екранів, підготовка до переносу MBS.
- 11 червня З 15:20 до 20:20 (UTC), тривалість 5 годин 00 хвилин — завершення монтажу до MBS MT, підключення кабелів.
- 13 червня З 15:16 до 22:13 (UTC), тривалість 7 годин 17 хвилин — Заміна «зап'ястного суглоба» маніпулятора SSRMS, що вийшов з ладу.

## Галерея

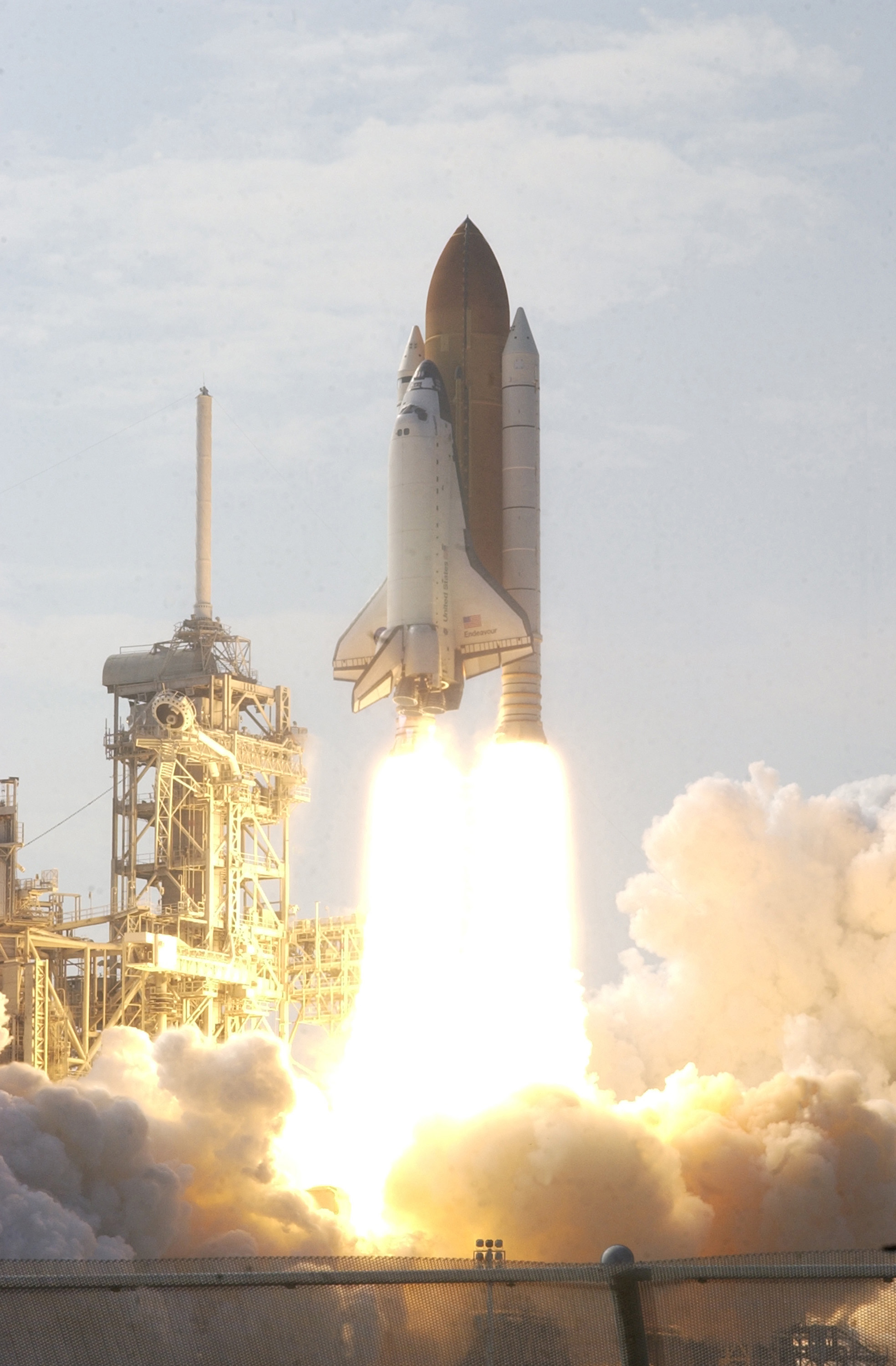
Старт «STS-111»
- Відео старту «STS-111» (3 хв 11 ск)
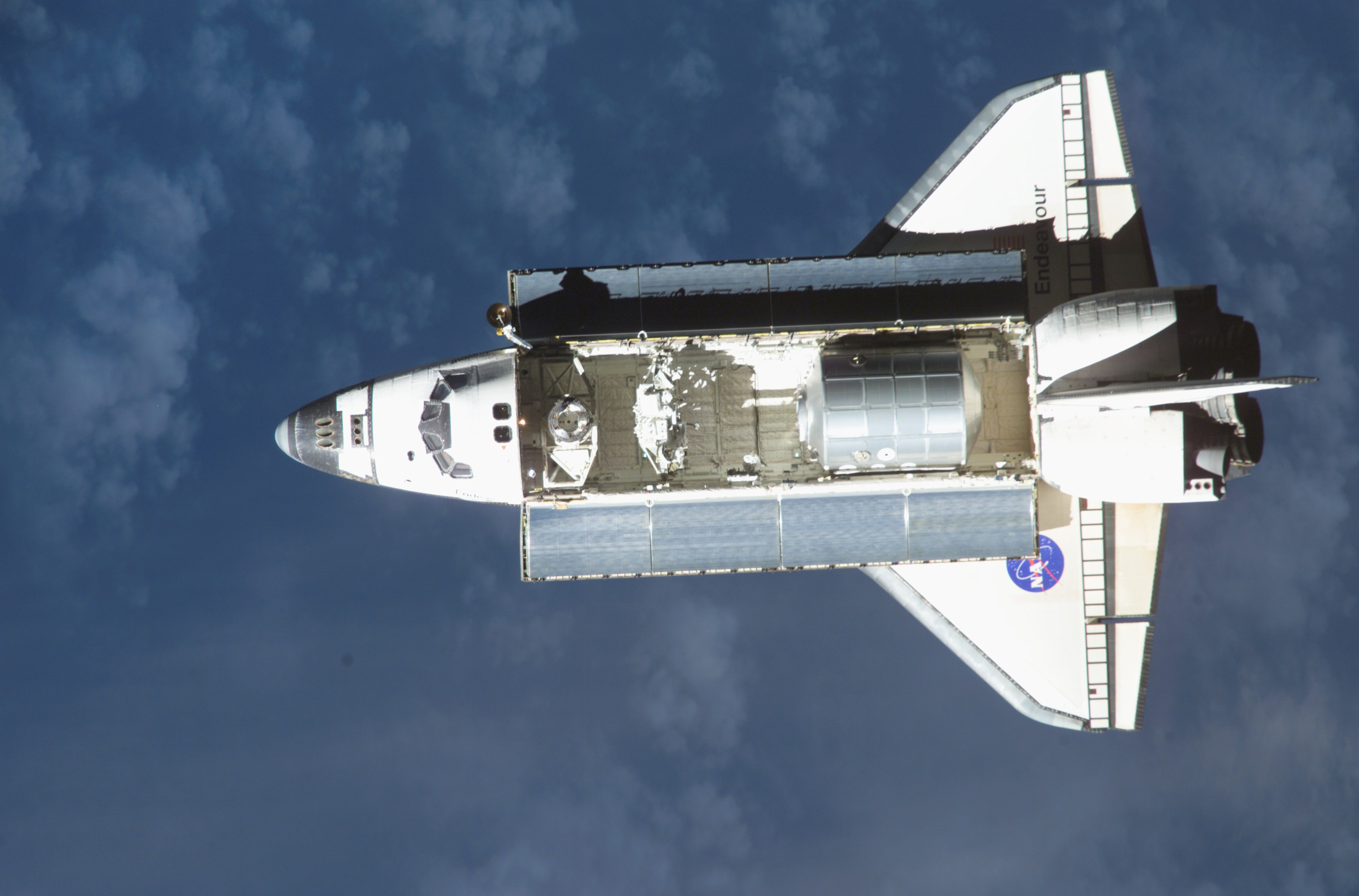
Індевор наближається до МКС
- Відео приземлення шатла (2 хв 29 ск)